# Ambialet
Ambialet is een gemeente in het Franse departement Tarn (regio Occitanie) en telt 436 inwoners (2004). De plaats maakt deel uit van het arrondissement Albi.

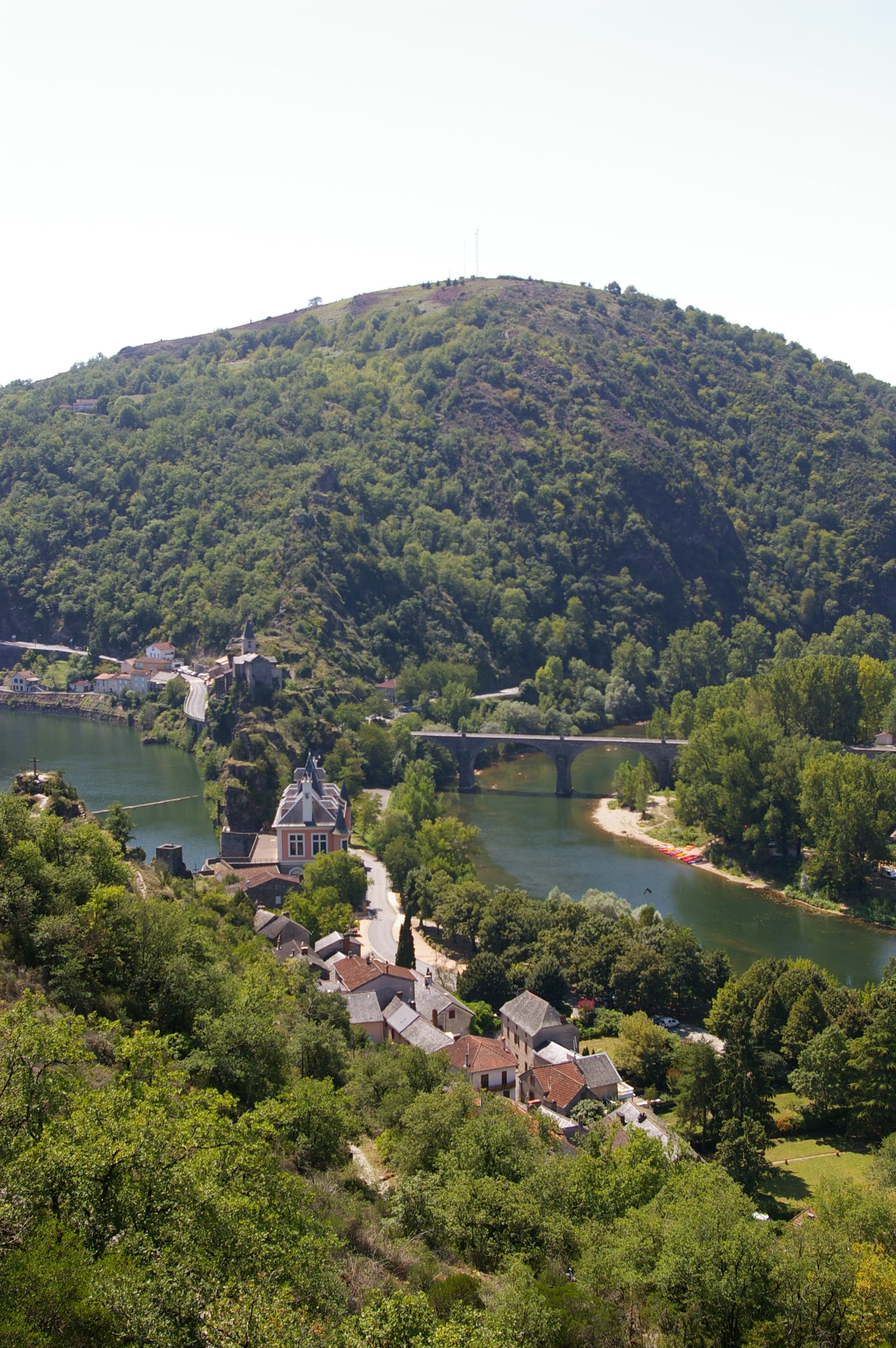
Gezicht op Ambialet

## Geografie
De oppervlakte van Ambialet bedraagt 29,7 km², de bevolkingsdichtheid is 14,7 inwoners per km².

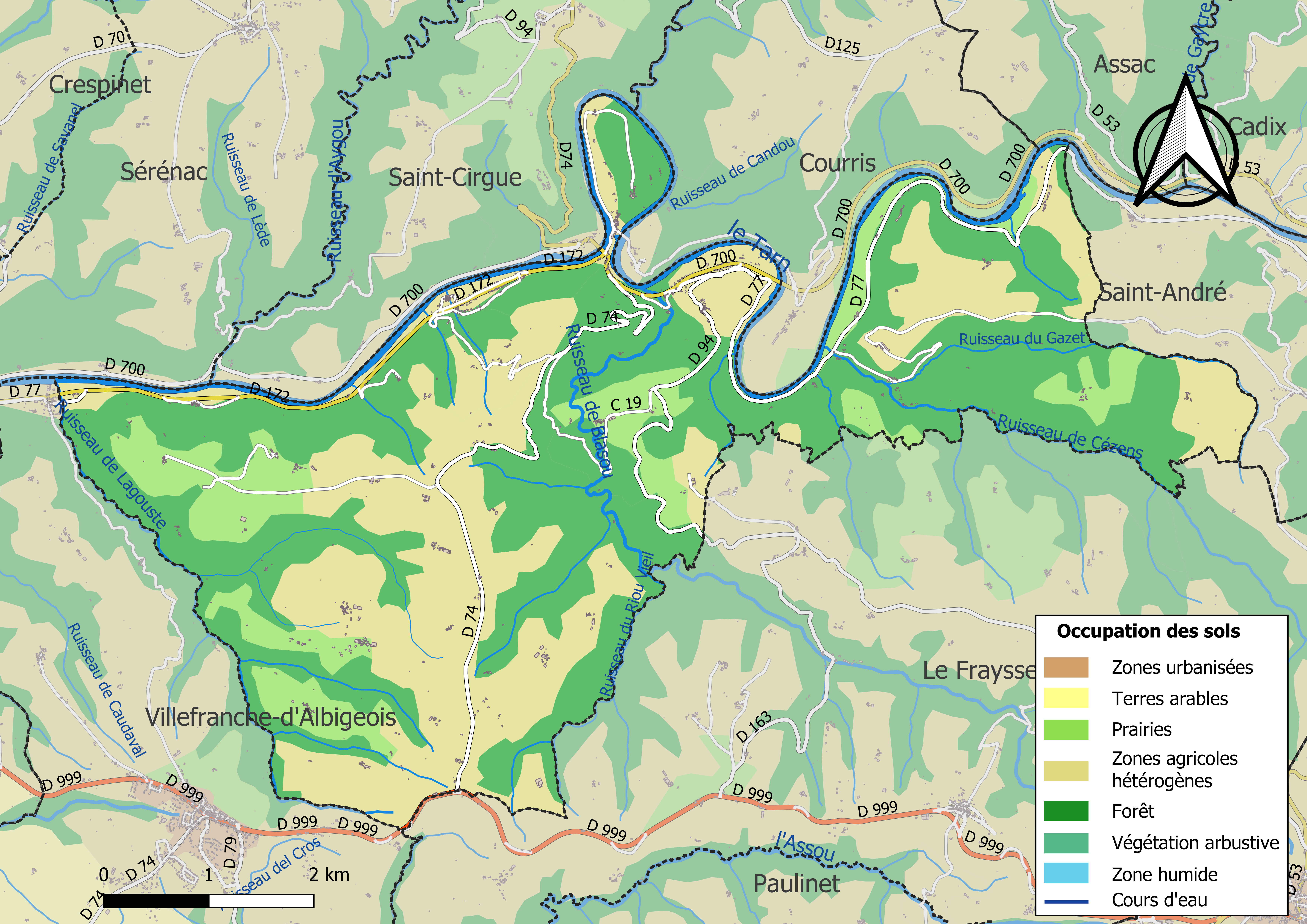
Kaart van de gemeente met de belangrijkste infrastructuur, bodemgebruik en omliggende gemeenten

## Demografie
Onderstaande figuur toont het verloop van het inwonertal (bron: INSEE-tellingen).